# Thomas W. Gaehtgens
Thomas Wolfgang Gaehtgens (* 24. Juni 1940 in Leipzig) ist ein deutscher Kunsthistoriker. Ab 1997 war er Gründungsdirektor des Deutschen Forums für Kunstgeschichte in Paris und anschließend von 2007 bis 2018 Direktor des Getty Research Institute GRI in Los Angeles.

## Leben
Gaehtgens promovierte 1966 am Kunsthistorischen Institut der Universität Bonn über Germain Pilon. 1972 folgte die Habilitation über Joseph Vien an der Universität Göttingen, anschließend wurde er apl. Professor am Kunstgeschichtlichen Seminar. 1979 hielt er sich zu Forschungszwecken am Institute for Advanced Studies in Princeton, New Jersey, USA, auf. Von 1980 bis zu seiner Emeritierung 2006 war er Professor für Kunstgeschichte an der Freien Universität Berlin. Von 1985 bis 1986 forschte er am J. Paul Getty Center for the History of Art and the Humanities in Santa Monica, Kalifornien. 1992 übernahm er die Organisation des XXVIII. Internationalen Kongresses für Kunstgeschichte in Berlin. Im Jahre 1995 übernahm er eine Gastprofessur am Collège de France. Von 1992 bis 1996 war er Präsident des Comité International d’Histoire de l’Art (CIHA). Von 1998 bis 1999 war er Chaire européenne am Collège de France. Thomas W. Gaehtgens ist Gründungsdirektor des Deutschen Forums für Kunstgeschichte (Centre allemand de l’histoire de l’art) in Paris, das seit 1997, oftmals in internationalen Kooperationen, hauptsächlich die deutsch-französischen Kulturbeziehungen erforscht. Von 2003 bis 2008 war Gaehtgens Mitglied und stellvertretender Vorsitzender der Beratenden Kommission im Zusammenhang mit der Rückgabe NS-verfolgungsbedingt entzogenen Kulturguts, insbesondere aus jüdischem Besitz („Limbach-Kommission“). Seit 2004  besitzt er die Ehrendoktorwürde am Courtauld Institute of Art, London. Er ist Mitglied und Funktionsträger in zahlreichen internationalen Institutionen. Seine Forschungsgebiete sind vornehmlich die französische und deutsche Kunst und Kunstgeschichte des 18. bis 20. Jahrhunderts. Im November 2007 wurde er zum Direktor des Getty Research Institute GRI in Los Angeles berufen.
2009 erhielt Gaethgens den Grand Prix de la Francophonie de l’Académie Française. 2011 erhielt er die Ehrendoktorwürde der Université Paris-Sorbonne (Paris IV) und wurde in die American Academy of Arts and Sciences gewählt. 2015 wurde er mit dem Prix mondial Cino Del Duca ausgezeichnet. Seit 1983 ist er ordentliches Mitglied der Akademie der Wissenschaften zu Göttingen. 2018 wurde er zum Mitglied der Academia Europaea gewählt.
Gaethgens ist verheiratet und hat zwei Söhne. Er ist Enkel des Internisten Louis Ruyter Radcliffe Grote und Bruder des Physiologen Peter Gaehtgens.

## Schriften
- Zum frühen und reifen Werk des Germain Pilon. Stilkritische Studien zur französischen Skulptur um die Mitte des 16. Jahrhunderts. s. n., Bonn 1966, (Bonn, Universität, Dissertation, 1966).
- Versailles als Nationaldenkmal. Die Galerie des Batailles im Musée Historique von Louis-Philippe. Mercatorfonds, Antwerpen 1984, ISBN 90-6153-135-7.
- Die Berliner Museumsinsel im Deutschen Kaiserreich. Zur Kulturpolitik der Museen in der wilhelminischen Epoche. Deutscher Kunstverlag, München 1992, ISBN 3-422-06095-2.
- als Herausgeber: Künstlerischer Austausch. Akten des XXVIII. Internationalen Kongresses für Kunstgeschichte, Berlin, 15.–20. Juli 1992. = Artistic Exchange. 3 Bände. Akademie-Verlag, Berlin 1993, ISBN 3-05-002296-5.
- als Herausgeber mit Barbara Paul: Wilhelm von Bode: Mein Leben (= Quellen zur deutschen Kunstgeschichte vom Klassizismus bis zur Gegenwart. Bd. 4). 2 Bände (Textbd. Kommentarbd.). Nicolai, Berlin 1997, ISBN 3-87584-637-0.
- als Herausgeber mit Krzysztof Pomian: Le XVIIIe siècle (= Histoire Artistique de l’Europe). Seuil, Paris 1998, ISBN 2-02-013222-2.
- L’art sans frontières. Les relations artistiques entre Paris et Berlin (= Le livre de poche 559 Références. Art). Librairie Générale Française, Paris 1999, ISBN 2-253-90559-3.
- als Herausgeber mit Kurt Winkler: Ludwig Justi: Werden – Wirken – Wissen. Lebenserinnerungen aus fünf Jahrzehnten (= Quellen zur deutschen Kunstgeschichte vom Klassizismus bis zur Gegenwart. Bd. 5). 2 Bände (Textbd. Kommentarbd.). Aus dem Nachlaß herausgegeben. Bearbeitet und kommentiert von Kurt Winkler und Tanja Baensch unter Mitarbeit von Tanja Moormann. Nicolai, Berlin 2000, ISBN 3-87584-865-9.
- als Herausgeber mit Christian Michel, Daniel Rabreau und Martin Schieder (Hrsg.): L’art et les normes sociales au XVIIIe siècle (= Passagen. Bd. 2). Éditions de la Maison des Sciences de l’Homme, Paris 2001, ISBN 2-7351-0917-8.
- als Herausgeber mit Isabelle Ewig und Matthias Noell: Das Bauhaus und Frankreich. 1919–1940. = Le Bauhaus et la France (= Passagen. Bd. 4). Akademie-Verlag, Paris 2002, ISBN 3-05-003720-2.
- La statue de Louis XIV et son programme iconographique. In: Isabelle Dubois, Alexandre Gady und Hendrik Ziegler (Hrsg.): Place des Victoires. Histoire, architecture, société. Éditions de la Maison des Sciences de l’Homme, Paris 2003, ISBN 2-7351-1003-6, S. 9–35.
- Distanz und Aneignung. Die Entdeckung der Französischen Moderne in der deutschen Kunstliteratur. In: Alexandre Kostka, Françoise Lucbert (Hrsg.): Distanz und Aneignung. Kunstbeziehungen zwischen Deutschland und Frankreich 1870–1945 (= Passagen. Bd. 8). Akademie-Verlag, Berlin 2004, ISBN 3-05-004061-0, S. 3–11.
- L’art, l’histoire, l’histoire de l’art. Mit einer Einführung von Andreas Beyer und einem Vorwort von Pierre Nora, Éditions de la Maison des Sciences de l'Homme, Paris 2011, ISBN 978-2-7351-1398-9.
- Die brennende Kathedrale. Eine Geschichte aus dem Ersten Weltkrieg, C. H. Beck Verlag, München 2018. ISBN 978-3-406-72525-8.
- Notre-Dame. Geschichte einer Kathedrale. (C.H. Beck Wissen). C.H. Beck, München 2020, ISBN 978-3-406-75048-9.